# 彭应麟
彭應麟（1500年—1558年），字泰符，號魯溪，直隸松江府華亭縣人，民籍，明朝政治人物。

## 生平
年至四十，中嘉靖十九年（1540年）庚子科應天鄉試第十六名舉人，二十三年（1544年）中式甲辰科會試第一百三十二名，三甲第一百五十四名進士。授樂清縣知縣，升南京刑部主事，升郎中，出為邵武府知府，以病致政归。嘉靖三十七年卒，享年五十九。

## 家族
曾祖彭文；祖父彭忠；父彭溶。前母張氏；母馮氏。永感下。子汝讓负才名。曾孙彦臣，万历戊午举人，为常山知县。